# Udea ichinosawana
Udea ichinosawana is een vlinder uit de familie van de grasmotten (Crambidae), uit de onderfamilie van de Spilomelinae. De wetenschappelijke naam van deze soort is voor het eerst voorgesteld als Scoparia ichinosawana door Shonen Matsumura in een publicatie uit 1925.
De soort komt voor in het Russische Verre Oosten (Sachalin).